# Escola Superior de Enfermagem do Porto
A Escola Superior de Enfermagem do Porto (ESEP) é uma instituição de ensino superior politécnico não integrada, dedicada ao ensino da enfermagem pré e pós-graduado.
Em funcionamento desde 1 de Janeiro de 2007 surge da fusão de três instituições de ensino superior público de enfermagem no Porto: as Escolas Superiores de Enfermagem de D. Ana Guedes, Cidade do Porto e São João.
A origem remota da ESEP ao serviço do ensino de enfermagem remonta a 15 de junho de 1896, quando se cria o Curso de Enfermeiros do Hospital Geral de Santo António, uma das primeiras escolas de enfermagem do país.
Acompanhando a evolução técnica e caritativa de meados do século XX, em 1954 foi criada a primeira escola de enfermagem pública do Porto e, mais recentemente, em 1983, surge nova escola, agora vocacionada para a formação especializada de enfermeiros.Deste triplo passado nasceu a Escola Superior de Enfermagem do Porto, aproveitando o que de melhor cada uma teve para oferecer possibilitou construir uma escola inovadora, aberta à comunidade, que é hoje uma referência no ensino e investigação em Enfermagem.